# Biogen
Biogen Inc. è una multinazionale statunitense del settore biotecnologico con sede a Cambridge, nel Massachusetts. È specializzata nella ricerca, sviluppo e nella fornitura di farmaci per il trattamento di malattie neurologiche per i pazienti di tutto il mondo. Biogen opera in Argentina, Brasile, Canada, Cina, Francia, Germania, India, Italia, Giappone, Messico, Paesi Bassi, Polonia, Svezia, Svizzera e Ungheria.

## Storia
Biogen è stata fondata nel 1978 a Ginevra con il nome di Biotechnology Geneva da alcuni biologi di spicco, tra cui Kenneth Murray dell'Università di Edimburgo, Phillip Allen Sharp del Massachusetts Institute of Technology, Walter Gilbert dell'Università di Harvard (Gilbert ha ricoperto il ruolo di amministratore delegato durante la fase di avvio di Biogen), Heinz Schaller dell'Università di Heidelberg e Charles Weissmann dell'Università di Zurigo (Weissmann ha contribuito al primo prodotto, l'interferone alfa). Gilbert e Sharp sono stati successivamente insigniti del Premio Nobel: Gilbert è stato insignito nel 1980 del Premio Nobel per la chimica per la sua comprensione del sequenziamento del DNA e Sharp ha ricevuto il Premio Nobel per la fisiologia o la medicina nel 1993 per la sua scoperta dei geni divisi.
Nel 2003 Biogen si è fusa con IDEC Pharmaceuticals per dare vita al colosso Biogen Idec, la terza più grande società biotecnologica al mondo. IDEC Pharmaceuticals aveva sede a San Diego, in California, ed era stata fondata nel 1985 dai medici e immunologi Ivor Royston e Robert E. Sobol dell'Università della California-San Diego, dal bio-imprenditore Howard Birndorf di San Diego e dai ricercatori oncologici Ron Levy e Richard Miller dell'Università di Stanford.
In seguito a cambiamenti nelle aree di ricerca principali, l'azienda ha abbreviato il suo nome, tornando a chiamarsi semplicemente Biogen. Biogen ha iniziato a far parte di diversi indici azionari come l'S&P 500, l'S&P 1500 e il NASDAQ-100 e ad essere quotata alla borsa valori NASDAQ con il simbolo BIIB.
Nel maggio 2006, l'azienda ha annunciato che avrebbe acquisito per 250 milioni di dollari la Conforma Therapeutics, società specializzata nella ricerca del cancro. Più tardi, nello stesso mese, l'azienda ha annunciato l'intenzione di acquisire Fumapharm AG, consolidando la proprietà brevettuale del dimetilfumarato una sostanza che era in fase di studio per il trattamento della sclerosi multipla e della psoriasi.
Nel gennaio 2007, l'azienda ha annunciato l'acquisizione di Syntonix Pharmaceuticals per un importo massimo di 120 milioni di dollari, ottenendo il prodotto principale di Syntonix per l'emofilia B e la tecnologia per lo sviluppo di trattamenti inalabili.
Nel 2008 sono emersi in Europa due nuovi casi di infezione cerebrale da parte di utilizzatori di Tysabri, che hanno sollevato preoccupazioni a livello internazionale ai suoi effetti collaterali per il trattamento della leucoencefalopatia multifocale progressiva (PML). Biogen è uno dei produttori del farmaco.
Nel 2011 Biogen ha annunciato che il suo farmaco Fampyra aveva ricevuto un'approvazione condizionata alla commercializzazione. In base all'approvazione condizionale, Biogen si era impegnata a fornire ulteriori dati sui benefici e sulla sicurezza a lungo termine del prodotto.
Il 10 dicembre 2012, ha annunciato un accordo di collaborazione globale con Isis Pharmaceuticals per lo sviluppo e la ricerca di oligonucleotidi antisenso per il trattamento di malattie neurologiche e neuromuscolari.
Nel febbraio 2013, Bloomberg ha dato la notizia che Biogen intendeva pagare a Élan 3,25 miliardi di dollari per l'acquisizione dei i diritti completi di Tysabri, utilizzato per il trattamento della sclerosi multipla.
Nel 2013 Biogen è stata la prima azienda biotecnologica statunitense a comparire nel Dow Jones Sustainability World Index.
Nel gennaio 2015, l'azienda ha annunciato l'acquisizione di Convergence Pharmaceuticals per un importo massimo di 675 milioni di dollari, con l'obbiettivo di accelerare lo sviluppo della pipeline di Convergence, in particolare di CNV1014802, una piccola molecola di fase II che blocca i canali del sodio. Nell'ottobre 2015, l'azienda ha annunciato il licenziamento dell'11% della sua forza lavoro, con effetto immediato.
Il 3 maggio 2016, Biogen ha annunciato lo scorporo della sua attività nel settore dell'emofilia, nota come Bioverativ. Il ramo d'azienda che si occupava di emofilia è divenuto una società indipendente quotata in borsa. Bioverativ ha offerto due farmaci per l'emofilia nel 2016, l'Alprolix e l'Eloctate, e prevedeva di raggiungere i suoi obiettivi aziendali in tale ambito.
Nel 2016 Biogen ha messo in commercio Spinraza (nusinersen), un trattamento per l'atrofia muscolare spinale. Il farmaco è tra i trattamenti più costosi disponibili, con un prezzo di 750.000 dollari per il primo anno di dosi, e 375.000 dollari per ogni anno successivo e probabilmente per il resto della vita del paziente. Sebbene non esista ancora una cura, Spinraza migliora significativamente la qualità della vita nei neonati e negli adulti.
Nel 2017 Biogen ha annunciato che il suo farmaco Fampyra era passato dall'autorizzazione condizionata per l'immissione in commercio all'approvazione standard. I pazienti affetti da sclerosi multipla dell'Unione europea utilizzano Fampyra per migliorare la deambulazione.
Nel febbraio 2020, Biogen e Sanghamo Therapeutics hanno annunciato un accordo di licenza globale per sviluppare composti per le malattie neuromuscolari e neurologiche.
Nel settembre 2020, Biogen Inc. ha effettuato un deposito di 10 milioni di dollari nella OneUnited Bank per fornire garanzie ai mutui fondiari per l'acquisto della casa e per lo sviluppo commerciale nelle comunità nere. A novembre, l'azienda ha annunciato che avrebbe acquisito una partecipazione di 650 milioni di dollari nella Sage Therapeutics, con sede a Cambridge, e avrebbe effettuato un pagamento anticipato di 875 milioni di dollari al fine di sviluppare congiuntamente una serie di trattamenti per la depressione.
Nel luglio 2023 è stato annunciato che Biogen aveva acquisito la società biotecnologica Reata Pharmaceuticals, con sede a Plano, in Texas, per quasi 6,5 miliardi di dollari.
Nel maggio 2024, Biogen ha acquisito Human Immunology Biosciences (HI-Bio) per 1,15 miliardi di dollari.

### Aducanumab
Nel 2007 l'azienda ha raggiunto un accordo di licenza con Neurimmune, uno spin-off dell'Università di Zurigo, per il farmaco contro la malattia di Alzheimer, l'Aducanumab, sviluppato da questa società svizzera. In seguito, Neurimmune ha venduto a Biogen i suoi diritti di licenza per 200 milioni di dollari.
Nel dicembre 2014, Biogen ha annunciato che si stava preparando ad affrontare una sperimentazione in fase avanzata, dopoché il farmaco aveva migliorato drasticamente la cognizione e ridotto i livelli di placche cerebrali in uno studio in fase iniziale.
Nel marzo 2015, l'Aducanumab è diventato il primo trattamento sperimentale per l'Alzheimer a mostrare risultati significativi per quanto riguarda il rallentamento del declino cognitivo e la riduzione delle placche che distruggono il cervello. Nel luglio 2015, Biogen ha avviato due studi di fase avanzata chiamati ENGAGE ed EMERGE, che dovevano valutare l'impatto dell'Aducanumab su una popolazione adulta con malattia di Alzheimer precoce.
Secondo un rapporto pubblicato su Nature il 31 agosto 2016, l'Aducanumab aveva ridotto la betamiloide presente nel cervello di persone affette da Alzheimer allo stadio iniziale. Il 21 marzo 2019, Biogen ha annunciato l'interruzione degli studi clinici di fase 3 per l'Aducanumab. Poco dopo, ha diffuso la notizia dell'acquisizione di Nightstar Therapeutics per 25,50 dollari per azione (800 milioni di dollari in totale). Nightstar si concentrava su terapie geniche basate su virus adeno-associati per i disturbi retinici ereditari. A seguito di una battuta d'arresto nella ricerca farmacologica, nello stesso mese le azioni di Biogen hanno subito un brusco calo. Era stata interrotta la sperimentazione dell'Aducanumab, che Biogen stava realizzando insieme a Eisai. Nell'ottobre 2019, tuttavia, è stato annunciato che avrebbe portato avanti le ricerche necessarie all'approvazione della FDA insieme a Eisai.
Il 22 ottobre 2019, nonostante due studi clinici di fase 3 fossero stati precedentemente interrotti per inutilità, Biogen ha annunciato l'intenzione di sottoporre l'Aducanumab all'approvazione della FDA.[40] Nel maggio 2020, Biogen ha terminato la costruzione di un impianto all'avanguardia a Solothurn, in Svizzera, che avrebbe prodotto l'Aducanumab entro la fine del 2021, unitamente alla factory in Carolina del Nord. L'anticorpo monoclonale, sviluppato in collaborazione con Eisai, ha suscitato un notevole interesse da parte degli investitori biotecnologici quando la Berkshire Hathaway di Warren Buffett ha acquistato 648.447 azioni Biogen per un valore complessivo di 192,4 milioni di dollari.
L'8 luglio 2020, Biogen ed Eisai hanno annunciato che entrambe le società avevano presentato con successo alla FDA la domanda di autorizzazione alla commercializzazione dell'Aducanumab.
Il 7 giugno 2021, la FDA ha concesso un'approvazione accelerata dell'Aducanumab con il nome di Aduhelm, che si è rivelata controversa. Il farmaco aveva un prezzo di 56.000 dollari USA all'anno, ma non era coperto da molte assicurazioni in quanto si attendevano ulteriori prove della sua efficacia. Il governo degli Stati Uniti non l'ha sovvenzionato al di fuori degli studi clinici. Secondo il sito web della FDA, il farmaco ha dimostrato di ridurre le placche di betamiloide nel cervello, con probabili benefici per i pazienti. La FDA ha dichiarato che se la sperimentazione successiva all'approvazione non avesse dato esito positivo, il farmaco avrebbe potuto essere ritirato dal mercato.
Biogen ha abbandonato il farmaco nel gennaio 2024, per motivi finanziari.

### Bioverativ
Nel maggio 2016, l'azienda ha annunciato che avrebbe scorporato la sua attività operative per i farmaci per l'emofilia (Eloctate e Alprolix) in una public company. Nel mese di agosto, è stato annunciato che la società scorporata si sarebbe chiamata Bioverativ, per mostrare l'eredità con Biogen. L'azienda sarebbe stata quotata al NASDAQ con il simbolo BIVV ed è stata scorporata all'inizio del 2017. Bioverativ è stata acquisita da Sanofi nel 2018 per circa 11,6 miliradi di dollari (105 dollari per azione liquida).

### Storia delle acquisizioni
Di seguito sono illustrate le principali fusioni e acquisizioni dell'azienda e i suoi predecessori storici (l'elenco non è completo):
- Biogen
  - Biogen IDEC
    - Biogen (Est 1978)
    - IDEC Pharmaceuticals

  - Conforma Therapeutics (Acq 2006)
  - Fumapharm AG (Acq 2006)
  - Syntonix Pharmaceuticals (Acq 2007)
  - Convergence Pharmaceuticals (Acq 2015)
  - Nightstar Therapeutics (Acq 2019)
  - Reata Pharmaceuticals (Acq 2023)
  - Human Immunology Biosciences (HI-Bio)[28]

### Pandemia da COVID-19
Il 5 marzo 2020, Biogen ha comunicato che tre persone che si erano incontrate con i propri dipendenti a una conferenza a Boston erano risultate positive al COVID-19 la settimana precedente. Il 6 marzo, i funzionari della sanità pubblica hanno segnalato cinque nuovi casi associati alla riunione dei dirigenti di Biogen e il 9 marzo i funzionari della sanità del Massachusetts hanno annunciato 30 nuovi casi presuntivi di COVID-19, tutti collegati alla conferenza di Biogen. I ricercatori hanno inizialmente stimato che la conferenza sarebbe stata collegata a oltre 20.000 dei casi di coronavirus dello Stato. Essi hanno successivamente stimato che fino a 300.000 casi in tutto il mondo sono stati causati dalla conferenza Biogen, tra cui l'1,6% di tutti i casi statunitensi di coronavirus.

## Situazione finanziaria
Per l'anno fiscale 2017, Biogen ha registrato un utile di 2.539 miliardi di dollari, con un fatturato annuo di 12.274 miliardi di dollari, in crescita del 7,2% rispetto al ciclo fiscale precedente. Le azioni di Biogen sono state scambiate a oltre 289 dollari per azione e la sua capitalizzazione di mercato è stata valutata a oltre 63 miliardi di dollari nel novembre 2018. L'azienda si è classificata al 228º posto nella lista Fortune 500 del 2021 delle più grandi società statunitensi per fatturato.
| Anno | Fatturato in mil. USD$ | Profitto netto in mil. USD$ | Attivo totale in mil. USD$ | Prezzo per azione in USD$ | Dipendenti |
| ---- | ---------------------- | --------------------------- | -------------------------- | ------------------------- | ---------- |
| 2005 | 2.423                  | 161                         | 8.382                      | 39,89                     |            |
| 2006 | 2.683                  | 218                         | 8.553                      | 42,39                     |            |
| 2007 | 3.172                  | 638                         | 8.629                      | 52,16                     |            |
| 2008 | 4.098                  | 783                         | 8.479                      | 51,09                     |            |
| 2009 | 4.377                  | 970                         | 8.552                      | 45,11                     |            |
| 2010 | 4.716                  | 1.005                       | 8.092                      | 51,95                     |            |
| 2011 | 5.049                  | 1.234                       | 9.050                      | 84,78                     |            |
| 2012 | 5.516                  | 1.380                       | 10.130                     | 125,83                    |            |
| 2013 | 6.932                  | 1.862                       | 11.863                     | 198,43                    | 6.850      |
| 2014 | 9.703                  | 2.935                       | 14.315                     | 293,10                    | 7.550      |
| 2015 | 10.764                 | 3.547                       | 19.505                     | 324,99                    | 7.350      |
| 2016 | 11.449                 | 3.703                       | 22.877                     | 258,27                    | 7.400      |
| 2017 | 12.274                 | 2.539                       | 23.653                     | 289,19                    | 7.300      |
| 2018 | 13.453                 | 4.431                       | 25.289                     |                           | 7.800      |
| 2019 | 14.378                 | 5.889                       | 27.234                     |                           | 7.400      |
| 2020 | 13.445                 | 4.001                       | 24.619                     |                           | 9.100      |
| 2021 | 10.981                 | 1.556                       | 23.877                     |                           |            |
| 2022 | 10.173                 | 3.046                       | 24.554                     |                           |            |
| 2023 | 9.835                  | 1.161                       | 26.844                     |                           |            |

## Prodotti
| Terapia                                                                           | Indicazione (relativa agli Stati Uniti, se non indicato diversamente)                                                                                              | Anno di approvazione (U.S.A.) | Anno di approvazione (Unione Europea) | Informazioni aggiuntive |
| --------------------------------------------------------------------------------- | --- | ----------------------------- | ------------------------------------- | --- |
| LEQEMBI™ [(lecanemab-irmb)]                                                       | Indicato per i pazienti con decadimento cognitivo lieve o demenza lieve della malattia di Alzheimer.                                                               | 2023                          | (pendente)                            | Biogen e la giapponese Eisai collaborano allo sviluppo e commercializzazione del LEQEMBI. |
| ADUHELM™ [(aducanumab) immunoglobulina umana Gamma 1 (IgG1) anticorpo monoclonale | Indicato per tutti gli stadi della malattia di Alzheimer, compresi i pazienti con presenza confermata di amiloidosi e decadimento cognitivo lieve o demenza lieve. | 2021                          | (pendente)                            | approvazione accelerata della FDA. Biogen e la giapponese Eisai collaborano allo sviluppo e commercializzazione dell'ADUHELM. |
| ALPROLIX™ Fattore IX della coaugulazione (ricombinante), Fc Fusion Protein]       | Controllo e prevenzione degli episodi di sanguinamento, gestione perioperatoria e profilassi di routine in adulti e bambini con emofilia B                         | 2021                          | 1993                                  | Approvato anche in Canada e in Australia. Biogen e la svedese Orphan Biovitrum (Sobi) collaborano allo sviluppo e commercializzazione di ALPROLIX. |
| AVONEX® (interferone beta-1a)                                                     | Forme recidivanti di sclerosi multipla | 1996                          | 1997                                  | Include l'autoiniettore AVONEX PEN e il kit di titolazione AVOSTARTGRIP, approvato negli Stati Uniti nel 2012.. |
| ELOCTATE™ [Fattore antiemofiliaco (ricombinante), Fc Fusion Protein]              | Controllo e prevenzione degli episodi di sanguinamento, gestione perioperatoria (chirurgica) e profilassi di routine in adulti e bambini con emofilia A            | 2014                          | 1999                                  | Biogen e la svedese Orphan Biovitrum (Sobi) collaborano allo sviluppo e commercializzazione dell'ELOCTATE. |
| FAMPYRA (compresse di fampridina a rilascio prolungato)                           | Sclerosi multipla (capacità di deambulazione) | 2010                          | 2011                                  | Commercializzato da Biogen al di fuori degli Stati Uniti. Commercialzzato negli U.S.A. da Acorda Therapeutics col nome di AMPYRA (dalfampridina compresse a rilascio prolungato). |
| FUMADERM (esteri dell'acido fumarico)                                             | psoriasi |                               | 1994 (solo in Germania)               | Approvato in Germania. Acquisizione contestuale a quella di Fumapharm AG nel 2006. |
| GAZYVA (afutuzumab)                                                               | Leucemia linfatica cronica | 2013                          | 2014                                  | È il primo farmaco approvato con la Breakthrough Therapy Designation dell'FDA ed è attualmente in fase di sperimentazione di Fase 3 per il NHL e il linfoma diffuso a grandi cellule B. Al 2013, è commercializzato negli Stati Uniti da Genentech, una società interamente controllata da Roche. |
| IMRALDI (adalimumab)                                                              | Farmaco immunosoppressivo per il trattamento di disturbi autoimmuni come la malattia infiammatoria intestinale.                                                    | 2019                          | 2018                                  | Biosimilare a Humira della AbbVie. |
| SPINRAZA (nusinersen)                                                             | Atrofia muscolare spinale (SMA) | 2016                          | 2017                                  | Il primo farmaco approvato per il trattamento dell'atrofia muscolare spinale, sviluppato in collaborazione con Ionis Pharmaceuticals. |
| PLEGRIDY (peginterferone beta-1a)                                                 | Forme recidivanti di sclerosi multipla | 2014                          | 2014                                  | |
| RITUXAN (rituximab)                                                               | Linfoma non Hodgkin (NHL) Artrite reumatoide refrattaria agli anti-TNF Vasculite associata agli ANCA Leucemia linfatica cronica                                    | 1997 2006 2011                | 1998 (as MabThera)                    | The first monoclonal antibody for cancer developed by IDEC, prior to merging with Biogen. Attualmente è commercializzato da Roche e dalla sua consociata Genentech. |
| TECFIDERA (dimetil fumarato)                                                      | Forme recidivanti di sclerosi multipla | 2013                          | 2014                                  | |
| TYSABRI (natalizumab)                                                             | Sclerosi multipla recidivante-remittente | 2004, reintrodotto nel 2006   | 2006                                  | Acquisizione di tutti i diritti dalla Elan nel 2013. |

## Pipeline
Biogen ha concentrato i suoi sforzi di ricerca e sviluppo per il trattamento di pazienti con elevate esigenze mediche insoddisfatte nelle aree della neurologia, dell'ematologia e dell'immunologia.
Farmaci sperimentali per la SM:
- Daclizumab High-Yield Process (DAC HYP): è in fase di sviluppo come potenziale iniezione sottocutanea una volta al mese per il trattamento della sclerosi multipla recidivante-remittente (SMRR). DAC HYP è sviluppato in collaborazione con Abbvie, Inc. Nel giugno 2014, le due aziende hanno annunciato i risultati positivi dello studio clinico di Fase III DECIDE, in cui DAC HYP ha dimostrato la superiorità rispetto all'interferone beta-1a nel tasso di ricaduta annualizzato.[90]
- Anti-LINGO-1 (BIIB033) (Opicinumab): è il primo candidato studiato per il suo potenziale di rimielinizzazione e riparazione dei neuroni danneggiati dalla sclerosi multipla, al 2014 in fase di sperimentazione 2.[91]

Biogen ha diversi candidati in fase 1 e 2 di sperimentazione clinica per malattie neurodegenerative e immunologiche, tra cui SM, dolore neuropatico, atrofia muscolare spinale e nefrite lupica:
- Fase 2a: molecola anti-LINGO-1 (Opicinumab) nella neurite ottica acuta;
- Fase 2b: anticorpo monoclonale anti-TWEAK nella nefrite lupica;
- Fase 2a: STX-100 in pazienti con fibrosi polmonare idiopatica;
- Fase 2: Neublastin per il dolore neuropatico nel 2013;
- Fase 1/2: BIIB067 (ISIS-SOD1Rx) per la sclerosi laterale amiotrofica, in collaborazione con Ionis.

Biogen ha anche stipulato diversi accordi di sviluppo con la Ionis Pharmaceuticals per collaborare allo sfruttamento della tecnologia antisenso nel trattamento di disturbi neurologici.
Nel febbraio 2012, Biogen ha formalizzato una joint venture con Samsung, creando Samsung Bioepis. Questa joint venture apporta le competenze e le capacità di Biogen nell'ingegneria proteica, nello sviluppo di linee cellulari e nella produzione di biologici ricombinanti per posizionarsi in modo tale che Biogen possa partecipare al mercato emergente dei biosimilari.
All'inizio del 2014, Biogen ha stipulato un accordo con Eisai, Inc. per sviluppare e commercializzare congiuntamente due dei loro candidati per la malattia di Alzheimer, che hanno il potenziale di ridurre le placche Aβ che si formano nel cervello dei pazienti, nonché di rallentare la formazione di nuove placche, potenzialmente migliorando i sintomi e sopprimendo la progressione della malattia.
Dal 2015 Biogen ha anche stipulato un accordo con AGTC per sviluppare una terapia genica per diverse malattie genetiche, tra cui le malattie oftalmologiche retinoschisi legata al cromosoma X (XLRS) e retinite pigmentosa legata all'X (XLRP). A tal fine, Biogen ha versato ad AGTC 124 milioni di dollari, tra cui un investimento azionario di 30 milioni di dollari, e fino a 1,1 miliardi in futures.
Nel marzo 2019, Biogen ha interrotto gli studi di fase 3 del farmaco per la malattia di Alzheimer Aducanumab dopoché "l'analisi di un gruppo indipendente ha mostrato che è improbabile che gli studi 'soddisfino l'endpoint primario'". Tuttavia, nell'ottobre 2019 ha invertito i piani e ha dichiarato che avrebbe perseguito l'approvazione per l'Aducanumab da parte della FDA statunitense. L'inversione di rotta è avvenuta dopoché Biogen ha dichiarato che una nuova analisi su un gruppo di pazienti più ampio ha mostrato risultati promettenti. Nel luglio 2020, Biogen ha completato la presentazione di una domanda di licenza biologica (BLA) alla FDA per la revisione e ha richiesto una revisione accelerata. Tuttavia, un comitato consultivo della FDA ha votato contro l'approvazione di questo farmaco. Il 7 giugno 2021, la FDA ha concesso l'approvazione di Aducanumab per il trattamento della malattia di Alzheimer. Aducanumab è stato approvato secondo la procedura di approvazione accelerata e Biogen dovrà condurre uno studio clinico post-approvazione per verificare il beneficio clinico ai fini del mantenimento dell'approvazione.

## Questioni legali
Nel settembre 2022, Biogen ha accettato di pagare 900 milioni di dollari al governo federale statunitense, agli Stati e a un informatore. Biogen aveva corrotto i medici tra il 2009 e il 2014 per aumentare le prescrizioni di Avonex, Tysabri e Tecfidera (tutti farmaci per la sclerosi multipla).